# Lista z Villejuif

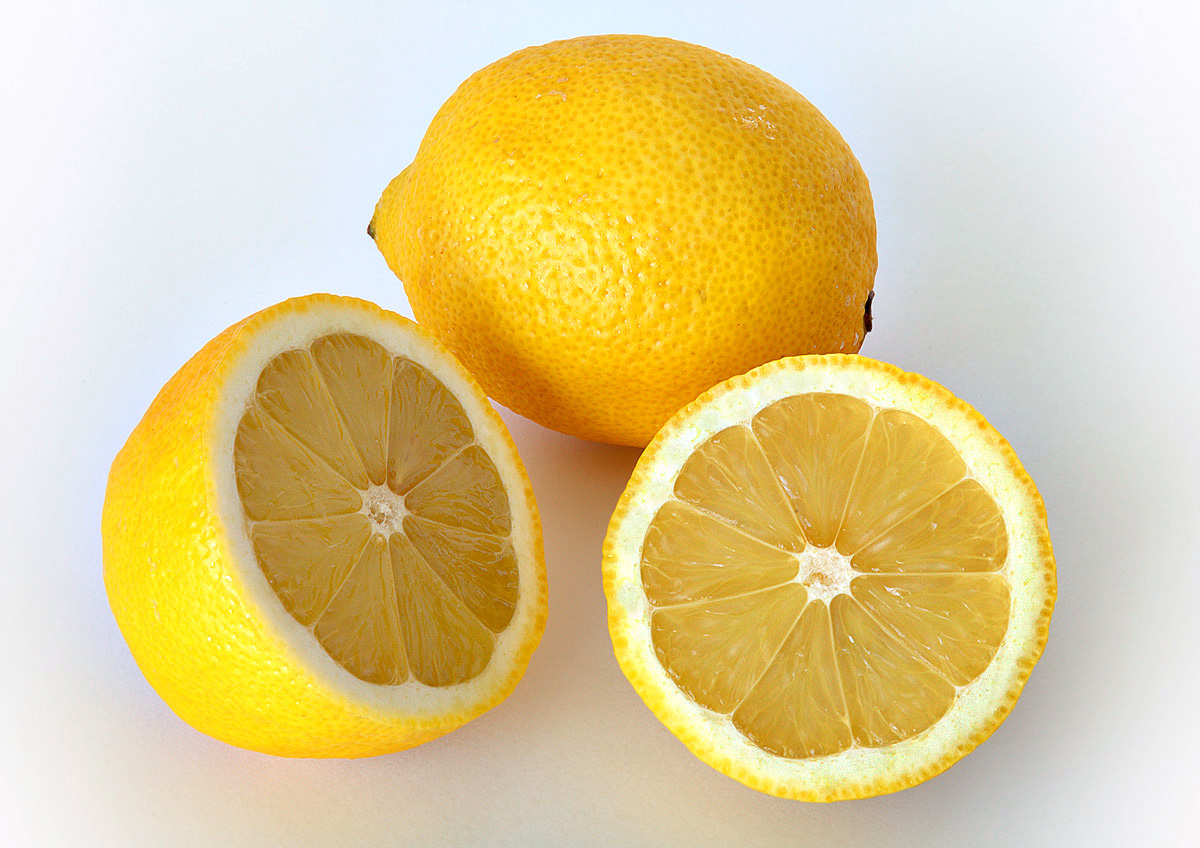
Kwas cytrynowy występuje naturalnie w każdym żywym organizmie i w wysokich ilościach występuje w wielu owocach. Na liście z Villejuif był wymieniony jako substancja rakotwórcza.

Lista z Villejuif, także ulotka z Villejuif – fałszywy dokument i prawdopodobnie mistyfikacja, której treść przerodziła się w miejską legendę. Lista zawierała tzw. bezpieczne dodatki do żywności z numerami E; niektóre z substancji E były opisane jako kancerogeny. Lista wywołała masową histerię w Europie w latach 70. i 80. XX w. Jednym z czynników rakotwórczych według listy był E330, czyli kwas cytrynowy.
Nazwa listy wywodzi się od fałszywych twierdzeń, że została wyprodukowana w szpitalu w Villejuif.

## Historia

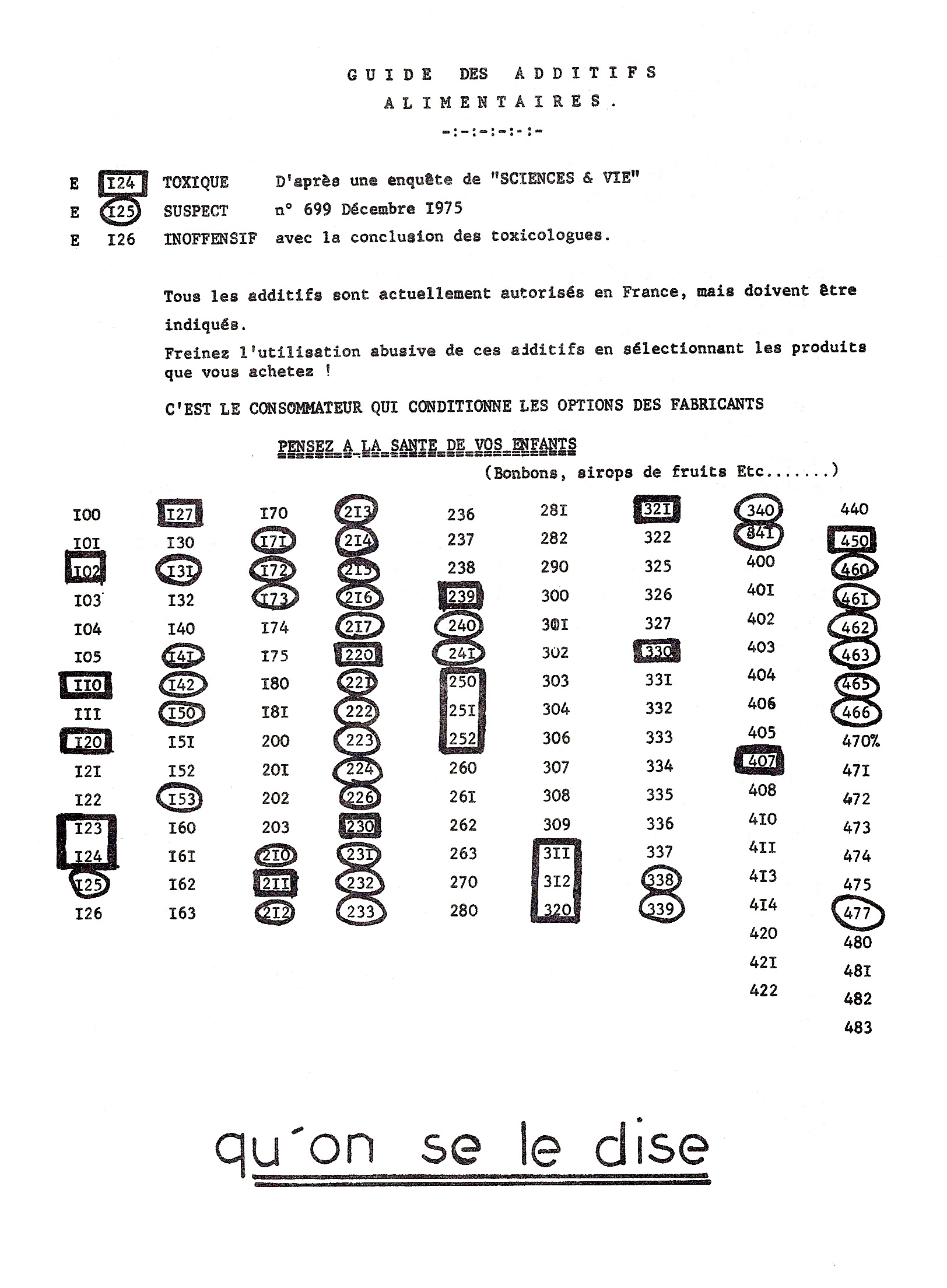
Wczesna wersja listy.

Najstarsza znana lista „wyciekła” w lutym 1976 roku we Francji, a miała formę jednej strony maszynopisu. Kopie robione w domach pojawiały się w całej Europie przez 10 lat w formie ulotek lub broszur rozdzielanych pomiędzy znajomymi. Lista oprócz kwasu cytrynowego zawierała jeszcze 9 innych substancji określonych jako niebezpieczne toksyny i kancerogeny. Nigdy nie odnaleziono autora listy. W czasie, gdy była rozpowszechniana, z listą zetknęło się około 7 milionów ludzi.

## Badania
Fenomen stał się obiektem badań empirycznych Jeana-Noëla Kapferera ze względu na to, że zaprzeczenia, jakoby kwas cytrynowy był niebezpieczny, przynosiły skutek odwrotny do zamierzonego. Wyniki badań zostały zamieszczone w 53 woluminie naukowego czasopisma Public Opinion Quarterly.
Według Kapferera lista szybko zwróciła uwagę ekspertów, którzy uznali jej wątpliwy charakter. Lista niesłusznie wymieniała E330 (kwas cytrynowy) jako najbardziej niebezpieczny ze wszystkich czynników rakotwórczych.

## Rozpowszechnienie

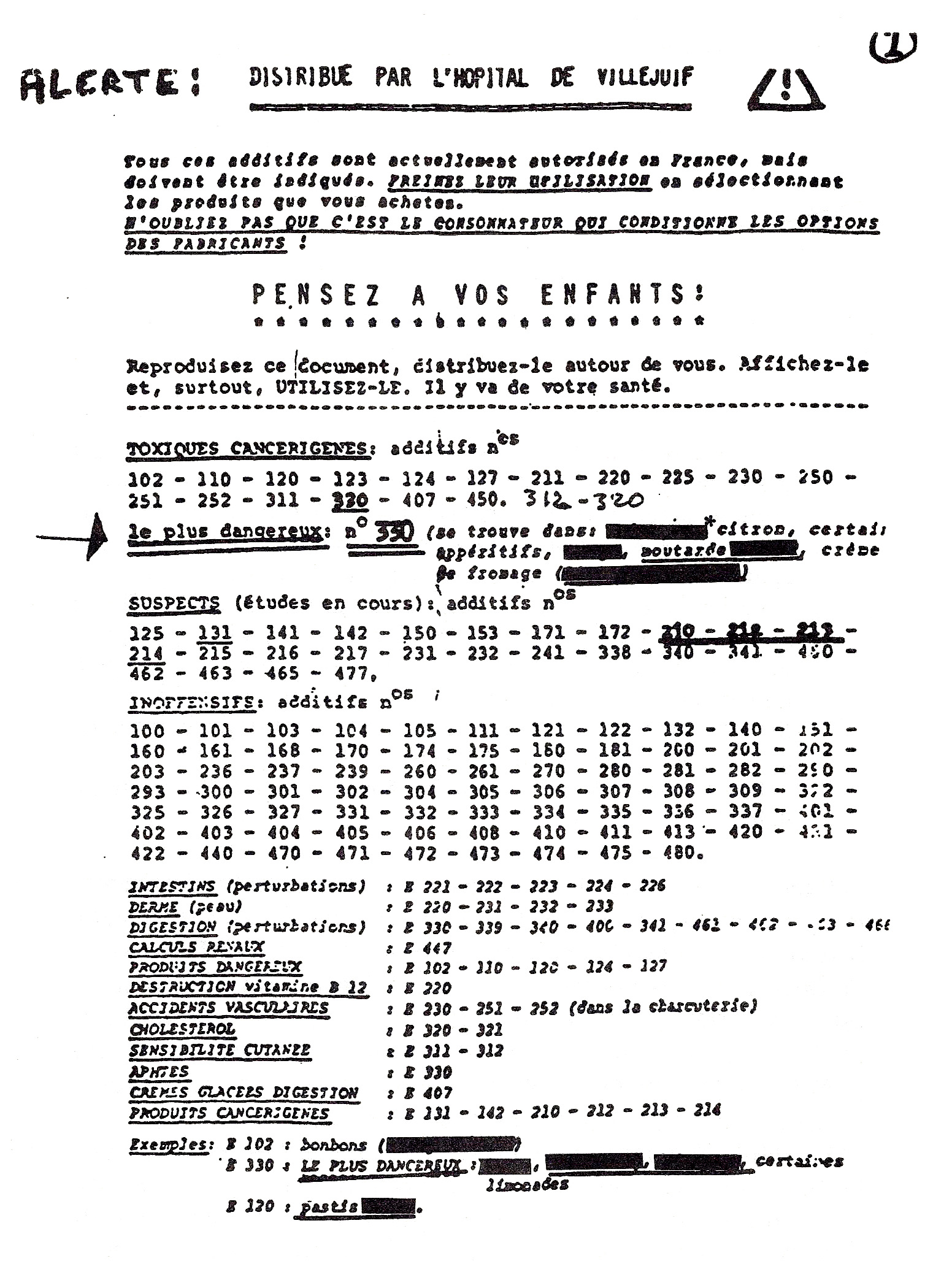
Wersja listy.

Plotka ta, uważana za jedną z mających największy wpływ na społeczeństwo francuskie, rozprzestrzeniła się za pośrednictwem przetłumaczonych ulotek na Wielką Brytanię, Niemcy, Włochy, Bliski Wschód i Afrykę.
Dziennikarze pracujący dla gazet rozpowszechniali listę domniemanych czynników rakotwórczych. W 1984 roku pewien lekarz napisał książkę, w której informował opinię publiczną o zagrożeniach związanych z rakiem; książka zawierała spis substancji rakotwórczych identycznych z tymi z listy bez sprawdzania jej dokładności.
Istnieje domniemanie, że z powodu listy z Villejuif powstała miejska legenda, iż gumy Turbo są rakotwórcze.

## Powiązanie ze szpitalem w Villejuif

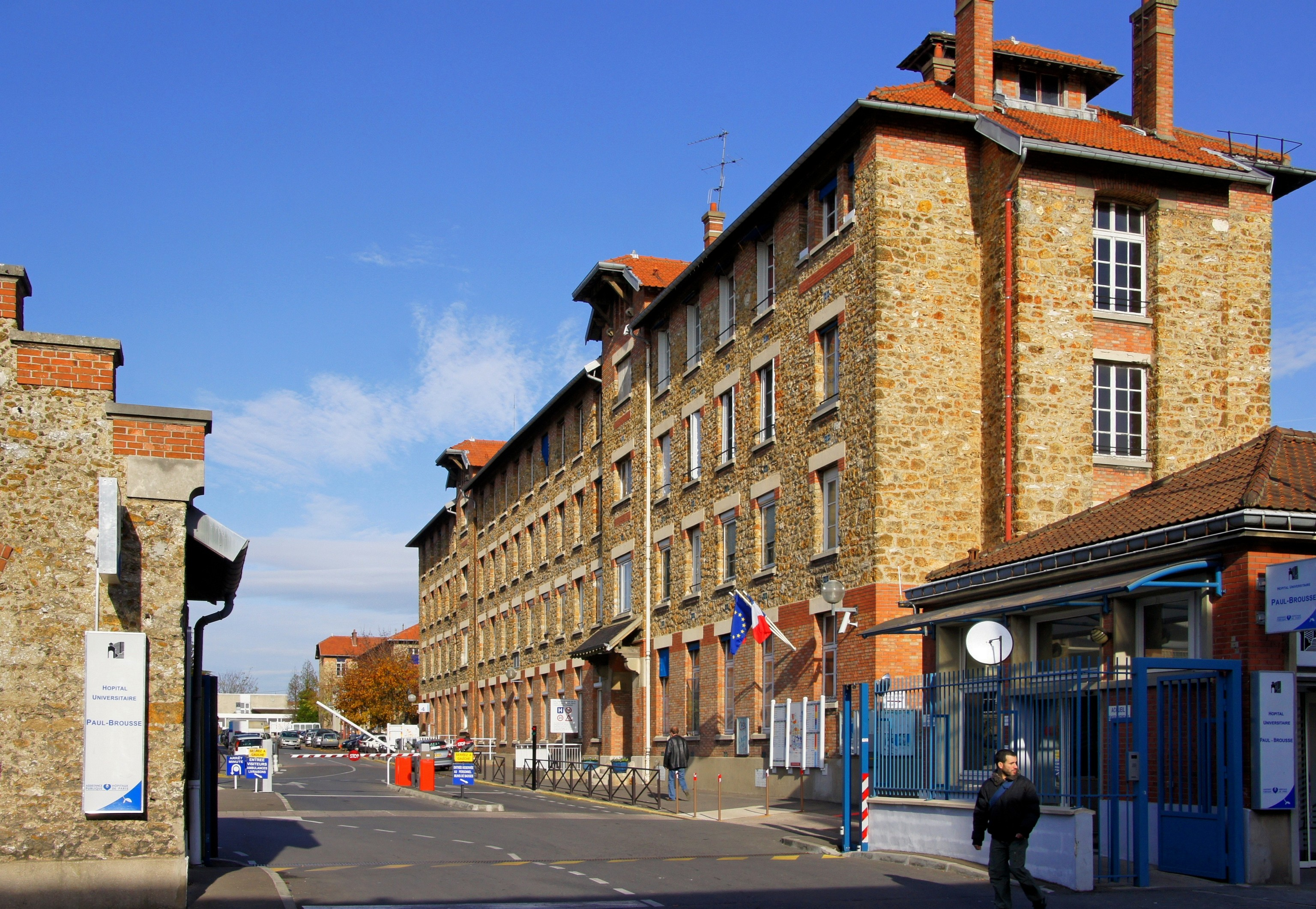
Szpital w Villejuif.

Ulotka była reprodukowana wiele razy przez wiele osób, ponieważ przyjaciele starali się informować przyjaciół o szkodliwych substancjach chemicznych znajdujących się w żywności. Ulotki zawierały nazwę szpitala w Villejuif, co miało sugerować, jakoby lista została przez ten szpital zatwierdzona. Nawet zaprzeczenie tej informacji przez szpital nie było w stanie powstrzymać rozprzestrzeniania się plotki, która rozpowszechniała się przynajmniej do 1986 roku i trafiła do szkół, organizacji, a nawet szpitali; szkoły medyczne i farmaceutyczne również padły ofiarą listy, ponieważ zawierała ona (nieuprawnione i nieprawdziwe) odniesienie do znanego szpitala w Villejuif.

## Możliwe wyjaśnienia
Kwas cytrynowy jest ważny dla procesu chemicznego o nazwie cykl Krebsa (od nazwiska noblisty sir Hansa Adolfa Krebsa), a słowo Krebs w języku niemieckim oznacza raka, więc zasugerowano, że to językowe nieporozumienie mogło być odpowiedzialne za fałszywe twierdzenia, że kwas cytrynowy jest rakotwórczy.